# Egalitate în fața legii

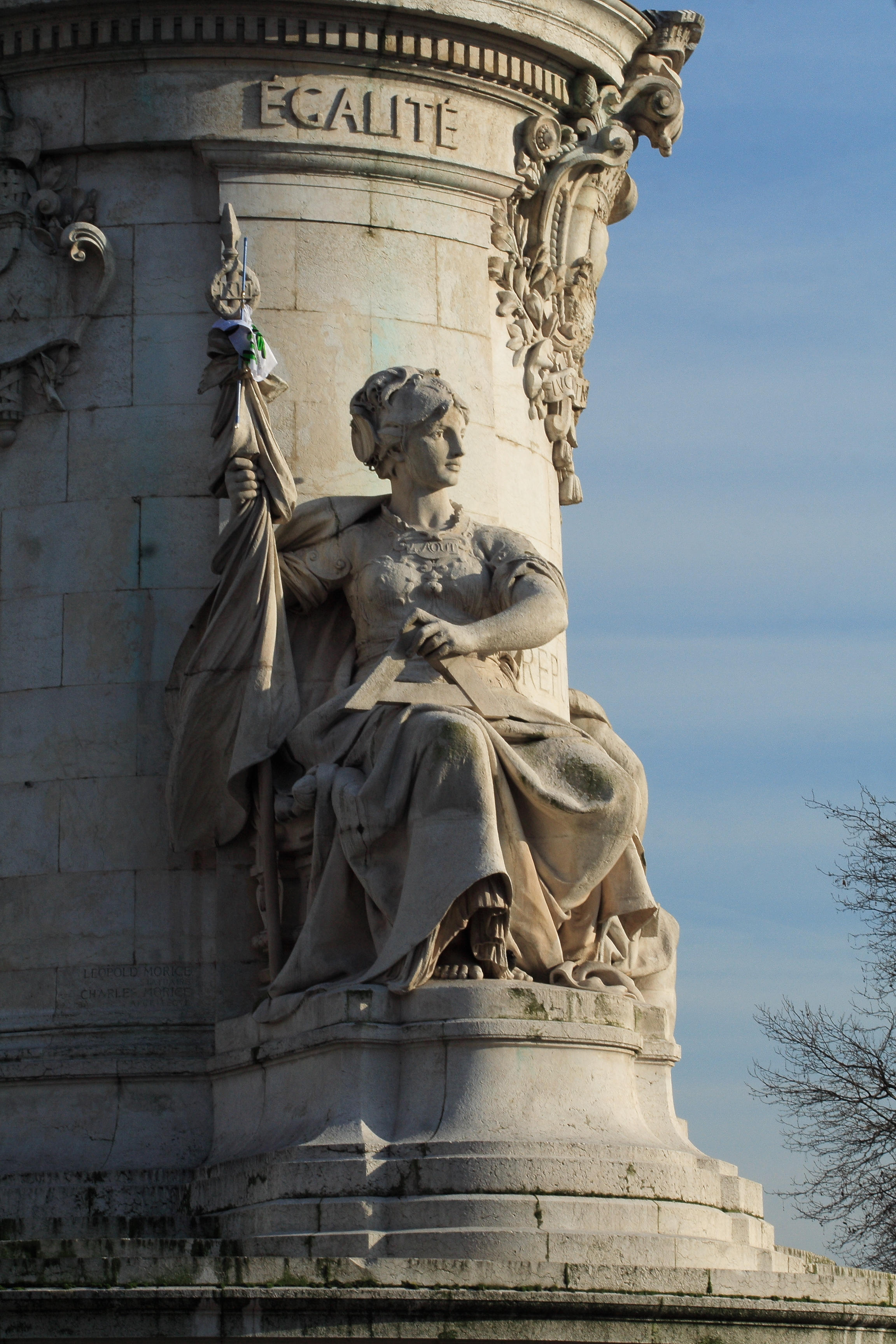
Statuia Egalității din Paris. Alegoria egalității

Egalitatea în fața legii, cunoscută, de asemenea, ca egalitate juridică, este principiul că fiecare ființă umană independentă trebuie să fie tratată în mod egal de lege (principiul izonomiei) și că toți oamenii sunt supuși acelorași legi. Prin urmare, legea trebuie să garanteze neprivilegierea sau nediscriminarea de către autorități a niciunui individ sau grup de indivizi. Egalitatea în fața legii este unul dintre principiile de bază ale liberalismului. Acest principiu rezultă din întrebările importante și complexe referitoare la egalitate, echitate și justiție. În 1894, scriitorul Anatole France a spus că, „în egalitatea ei maiestuoasă, legea interzice deopotrivă bogaților și săracilor să doarmă sub poduri, să cerșească în stradă și să fure pâini”. Credința în egalitatea în fața legii este numit egalitarism juridic. Principiul egalității în fața legii este incompatibil și încetează să mai existe cu sisteme juridice cum ar fi sclavia, servitutea, colonialismul sau monarhia.
Articolul 7 din Declarația Universală a Drepturilor Omului (DUDO) prevede că „Toți oamenii sunt egali în fața legii și au, fără nici o deosebire, dreptul la o egală protecție a legii.”
Astfel, toată lumea trebuie să fie tratată în mod egal de lege, indiferent de rasă, sex, origine națională, culoare, etnie, religie, dizabilitate sau alte caracteristici, fără privilegii, discriminare sau părtinire. Garantarea generală a egalității este oferită de majoritatea constituțiilor naționale, dar implementările specifice ale acestei garanții variază. De exemplu, în timp ce mai multe constituții garanteze egalitatea indiferent de rasă, doar câteva menționează dreptul la egalitate indiferent de naționalitate.

## Istoric
În 431 î.Hr. discursul funerar al lui Pericle, consemnat de Tucidide în Istoria Războiului Peloponesiac, include un pasaj care glorifică egalitatea între cetățenii liberi de gen masculin al democrației ateniene:
Dacă ne uităm la legi, ele oferă o justiție egală pentru toți în chestiunile private; în ceea ce privește starea socială, avansarea în viața publică depinde de reputația de capacitate, nepermițându-se considerațiilor de clasă să interfereze și nici sărăciei să constituie o piedică.
În antichitate, reprimarea violentă a ideilor de bază ale egalității a fost un lucru banal. În ciuda răsturnării recente a monarhiei romane și a înființării Republicii Romane și a funcțiilor de tribuni ai poporului, Caeso, fiul lui Cincinnatus, a condus o bandă care a alungat plebea din forum pentru a preveni adoptarea unor legi echitabile scrise. În cazul Romei, organizarea plebei și dependența patricienilor de plebei atât ca muncitori, cât și ca soldați, care a condus la Conflictul Ordinelor, a fost rezolvată prin promulgarea celor Douăsprezece Tabule și printr-o mai mare egalitate. Nominal, toți cetățenii, cu excepția împăratului, erau egali în dreptul roman în perioada imperială. Totuși, acest principiu nu a fost pus în aplicare în cea mai mare parte a lumii și, chiar și în Europa, ascensiunea aristocrației și a nobilimii a creat sisteme juridice inegale, care au durat până în epoca modernă. 

## Liberalismul clasic
Liberalismul clasic susține egalitatea în fața legii pentru toate persoanele. Liberalismul clasic, așa cum a fost acceptat de libertarieni și conservatorii americani moderni, se opune urmăririi drepturilor de grup în detrimentul drepturilor individuale. Liberalismul lockean (baza liberalismului clasic) este interpretat de către alții, cu toate acestea, ca incluzând drepturile și responsabilitățile sociale.

## Feminismul
Egalitatea în fața legii este un principiu promovat de unele ramuri ale mișcării feministe. În secolul al XIX-lea, egalitatea bărbaților și femeilor în fața legii a fost un obiectiv radical, dar unele opinii feministe de mai târziu consideră că egalitatea legală formală nu este suficientă pentru a crea o egalitate socială reală între femei și bărbați. Un ideal de egalitate formală poate sancționa femeile pentru că nu se conformează unei norme masculine, în timp ce un ideal de tratament diferit poate consolida stereotipurile sexiste.
În 1988, înainte de a deveni judecător al Curții Supreme de Justiție a SUA, Ruth Bader Ginsburg a scris: 
„Generalizările cu privire la modul în care sunt femeile sau bărbații – experiența mea de viață o confirmă – nu pot să mă ghideze în luarea deciziilor cu privire la persoanele individuale. Cel puțin în lege, nu am găsit nici o superioritate sau deficit în ceea ce privește ambele sexe. În cursuri sau în lucrările de absolvire din 1963 până în 1980 și acum în citirea expunerilor și ascultarea argumentelor în instanță timp de peste șaptesprezece ani nu am detectat nici un indicator solid al diferenței de gândire între bărbați și femei, nici măcar caligrafic”.
În Women's Rights Project al American Civil Liberties Union din anii 1970, Ginsburg a contestat, în cazul Frontiero v. Richardson, legile care acordau beneficii medicale soțiilor militarilor bărbați, dar nu și soților militarilor femei. Există peste 150 de constituțiile naționale care menționează în prezent egalitatea indiferent de sex.
Unele feministe radicale s-au opus însă egalității în fața legii, deoarece cred că menține poziția slabă a celor slabi.